# Slagsmål i Gamla Stockholm
Slagsmål i Gamla Stockholm (originaltitel: Une bataille dans le vieux Stockholm) är en svensk-fransk kortfilm från 1897 med regi och foto av Alexandre Promio. Filmen som är en halv minut lång var en av de allra första spelfilmerna att produceras i Sverige. Filmen premiärvisade den 3 juli 1897 på Lumières Kinematograf i Gamla Stockholm.

## Bakgrund
Filmen utspelar sig på Stortorget i miniatyrstaden "Gamla Stockholm". I Gamla Stockholm, som var en del av Allmänna konst- och industriutställningen 1897, fanns ett koncentrat av hela den medeltida bebyggelsen i Gamla stan, fantasifullt gestaltat av arkitekt  Fredrik Lilljekvist med hjälp av naturtrogna kulisser. Gamla Stockholms personal bar tidstypiska kläder, i många hus fanns hantverkare i arbete och en lång rad bodar skulle locka besökarna till inköp och förströelse. Vid ”Niklas Port” uppträdde trollkarlen Edvardo och på ”Stortorget” arrangerades slagsmål varje dag klockan tre. Ett av dem filmades av den franske filmfotografen Alexandre Promio och blev under titeln Slagsmål i Gamla Stockholm en av Sveriges första spelfilmer. Filmen är en halv minut lång och har nummer 540 i Catalogue Lumière.

## Handling
Tiden är ett medeltida Stockholm. Folk i rörelse. Inne på Stortorget flanerar eleganta damer, några stannar vid brunnen. Två män kommer ihop sig och börjar slåss. Flera stadsvakter ingriper och för bort den ena slagskämpen. Torget blir därefter åter lugnt.

## Stillbilder

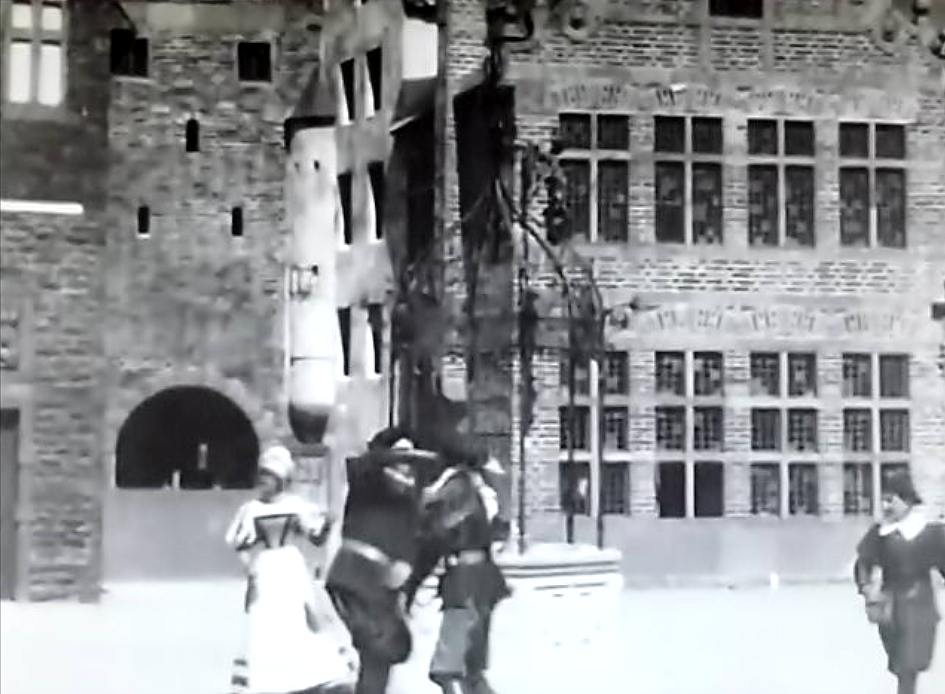
Två män kommer ihop sig
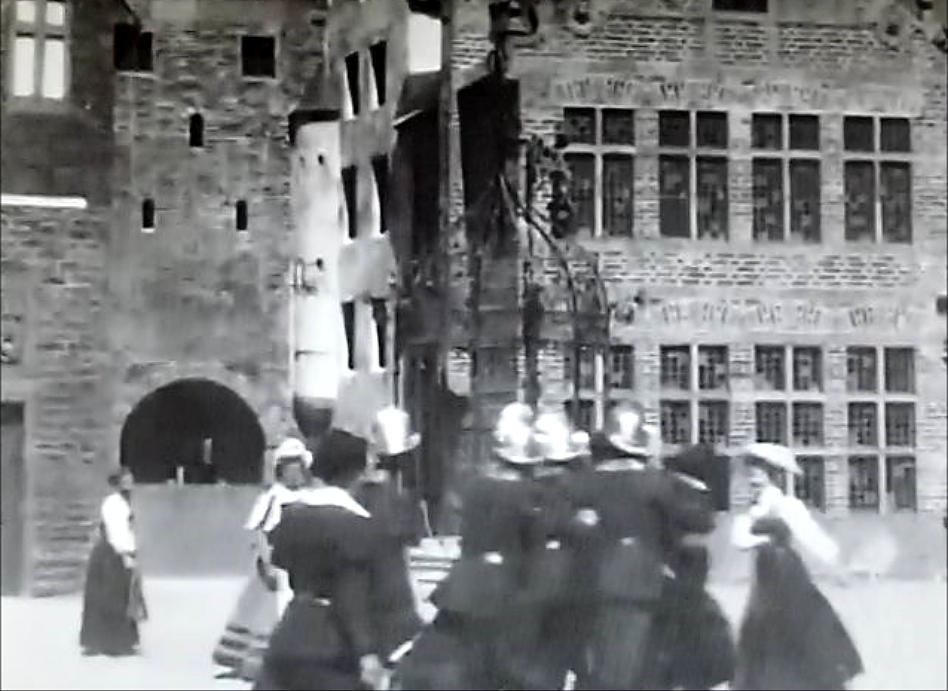
Flera stadsvakter ingriper

### Fotnoter
1. 1 2  ”Slagsmål i Gamla Stockholm”. Svensk Filmdatabas. http://sfi.se/sv/svensk-filmdatabas/Item/?itemid=3184&type=MOVIE&iv=Basic&ref=/templates/SwedishFilmSearchResult.aspx?id%3d1225%26epslanguage%3dsv%26searchword%3dslagsm%C3%A5l+i+Gamla+Stockholm%26type%3dMovieTitle%26match%3dBegin%26page%3d1%26prom%3dFalse. Läst 8 april 2013.
2. ↑  Sörenson, Ulf (1999). När tiden var ung. Stockholm: Monografier utgivna av Stockholms stad. sid. 326-330. ISBN 91 7031 064 5
3. ↑  ”Slagsmål i Gamla Stockholm”. Svensk Filmdatabas. http://sfi.se/sv/svensk-filmdatabas/Item/?itemid=3184&type=MOVIE&iv=Basic&ref=/templates/SwedishFilmSearchResult.aspx?id%3d1225%26epslanguage%3dsv%26searchword%3dslagsm%C3%A5l+i+Gamla+Stockholm%26type%3dMovieTitle%26match%3dBegin%26page%3d1%26prom%3dFalse. Läst 8 april 2013.